# Smalle orchis
De smalle orchis (Dactylorhiza traunsteineri) is een Europese orchidee.
Het is een soort die vooral voorkomt in zonnige, vochtige graslanden en kalkmoerassen, voornamelijk in de Alpen.

## Etymologie en naamgeving
- basioniem: Orchis traunsteineri Saut. ex Rchb. (1831)
  - Orchis incarnata var. traunsteineri (Saut. ex Rchb.) Parl. (1860)
  - Dactylorhiza traunsteineri (Saut. ex Rchb.) Soó (1962)
  - Dactylorhiza majalis subsp. traunsteineri (Saut. ex Rchb.) H.Sund. (1980)

In de soortaanduiding traunsteineri is een eerbetoon aan de Oostenrijkse apotheker en botanicus Joseph Traunsteiner (1798–1850).

## Kenmerken

### Plant
De smalle orchis is een overblijvende plant die overwintert door middel van wortelknollen (geofyt). Het is een maximaal 45 cm grote, slanke plant met een dunne, volle bloemstengel, die bovenaan rood tot violet is aangelopen en drie tot zes opstaande bladeren heeft. De bloeiwijze is een uitgerekte, armbloemige aar met hoogstens twintig purperen tot violette bloemen, die ver boven de bladeren uitsteken.

### Bladeren
De bladeren zijn blauwgroen, bovenaan gevlekt of ongevlekt, gekield, lijn-lancetvormig. Het tweede blad is maximaal 1,5 cm breed en ten minste 7 maal zo lang als breed. Hoger langs de stengel komen nog enkele schutbladachtige bladeren voor. De echte schutbladeren, die de bloemen ondersteunen, zijn gekleurd en meestal korter dan de bloemen.

### Bloemen
De bloemen zijn purper tot violet gekleurd en vrij groot. De zijdelingse buitenste bloemdekbladen zijn afstaand, de toppen teruggebogen en aan de binnenzijde donkerder gevlekt. Het bovenste blad van de buitenkrans vormt samen met de bovenste bladen van de binnenkrans een helmpje.
De lip is duidelijk drielobbig, de zijlobben naar achter teruggeslagen. De middenlob met een tandvormige top is aan de basis en in het centrum lichter gekleurd en bezit een honingmerk (de tekening op de lip) van donkerder purper tot lila stipjes en lijntjes, omgeven door een volledige lus. De spoor is breed, langer dan het vruchtbeginsel, en horizontaal gericht.
De bloeitijd is van mei tot juli.

### Variabiliteit
Deze soort is zeer variabel en hybridiseert zeer frequent met verwante soorten, wat de afbakening van het verspreidingsgebied zeer moeilijk maakt.

## Habitat
De smalle orchis komt voor op vochtige, kalkrijke tot neutrale bodems in volle zon, zoals in vochtige kalkgraslanden en kalkmoerassen. Het is een typische soort van het laag- en middelgebergte en komt voor tot op 2.500 m.

## Voorkomen
De smalle orchis komt verspreid en zeldzaam voor van Scandinavië tot het noorden van Rusland en zuidelijk tot de Alpen en de Karpaten.
De soort komt niet voor in België en Nederland. Historische vermeldingen van de smalle orchis in Nederland zijn waarschijnlijk gebaseerd op foutieve determinatie.

## Verwante en gelijkende soorten
De smalle orchis behoort tot het geslacht van de handekenskruiden (Dactylorhiza), die alle sterk op elkaar gelijken.

## Bedreiging en bescherming
De smalle orchis wordt net als de meeste andere Dactylorhiza's bedreigd door het verdwijnen van zijn voorkeurshabitat door drooglegging, ingebruikname door de landbouw of bosbouw, en vermesting van vochtige voedselarme biotopen.
In Frankrijk is de smalle orchis beschermd op regionaal niveau.
D. alpestris · 
D. aristata · 
D. atlantica · 
D. baumanniana · 
D. cordigera · 
D. cyrnea · 
D. czerniakowskae · 
D. durandii · 
D. elata (Grote rietorchis) · 
D. euxina · 
D. foliosa · 
D. francis-drucei · 
D. fuchsii (Bosorchis) · 
D. graggeriana · 
D. hatagirea · 
D. iberica · 
D. incarnata (Vleeskleurige orchis) · 
D. insularis · 
D. isculana · 
D. kafiriana · 
D. kerryensis · 
D. kulikalonica · 
D. lapponica · 
D. maculata (Gevlekte orchis) · 
D. maculata subsp. elodes (Tengere heideorchis) · 
D. maculata subsp. ericetorum (Heideorchis) · 
D. maculata subsp. savogiensis · 
D. magna · 
D. majalis (Brede orchis) · 
D. osmanica · 
D. phoenissa · 
D. praetermissa (Rietorchis) · 
D. praetermissa var. junialis (Gevlekte rietorchis) · 
D. purpurella (Purperrode orchis) · 
D. romana · 
D. russowii · 
D. saccifera · 
D. salina · 
D. sambucina (Vlierorchis) · 
D. sibirica · 
D. sphagnicola (Veenorchis) · 
D. sudetica · 
D. traunsteineri (Smalle orchis) · 
D. traunsteinerioides · 
D. umbrosa · 
D. urvilleana · 
D. viridis (Groene nachtorchis)